# 龙潭镇 (北票市)
龙潭乡，是中华人民共和国辽宁省朝阳市北票市下辖的一个乡镇级行政单位。

## 行政区划
龙潭乡下辖以下地区：
东四家村、万杖子村、沟门子村、正北沟村、大杖子村、三井子村、三家梁村、榆树底下村、前井子村、西马架子村和龙潭村。